# Прелесє (Шентруперт)
Прелесє (словен. Prelesje) — поселення в общині Шентруперт, регіон Південно-Східна Словенія, Словенія.